# Upper Prince's Quarter
Upper Prince's Quarter (hol. Boven Prinsen Kwartier) – miasto na wyspie Sint Maarten (terytorium Sint Maarten – autonomiczna część Holandii). Według danych szacunkowych na rok 2006 liczy 4 020 mieszkańców. Przemysł spożywczy.